# کارلوس خولیو مارتینز
کارلوس خولیو مارتینز (انگلیسی: Carlos Julio Martínez؛ زادهٔ ۴ فوریهٔ ۱۹۹۴) بازیکن فوتبال اهل جمهوری دومینیکن است.
از باشگاه‌هایی که در آن بازی کرده‌است می‌توان به باشگاه ورزشی اروپا، باشگاه فوتبال بارسلونا بی، باشگاه فوتبال ویارئال، و باشگاه فوتبال بارسلونا اشاره کرد.
وی همچنین در تیم‌های ملی فوتبال جمهوری دومینیکن بازی کرده‌است.